# 無法形容 / 因為愛人類才進化到今時今日 因為愛人類才徹底退化 / 忘記你的一切
《無法形容 / 因為愛人類才進化到今時今日 因為愛人類才徹底退化 / 忘記你的一切》（上手く言えない / 愛のため今日まで進化してきた人間　愛のためすべて退化してきた人間 / 忘れてあげる）是日本女子偶像組合ANGERME的第22張單曲，於2016年10月19日由hachama發售。

## 概要
- 《無法形容 / 因為愛人類才進化到今時今日 因為愛人類才徹底退化 / 忘記你的一切》是ANGERME第四張3A單曲，亦是五期成員笠原桃奈加入後第一張單曲。
- 此單曲共有6個版本，分別為「初回生產限定盤A - C」和「通常盤A - C」。「初回生產限定盤A」收錄了《無法形容》的PV；「初回生產限定盤B」收錄了《因為愛人類才進化到今時今日 因為愛人類才徹底退化》的PV；「初回生產限定盤C」收錄了《忘記你的一切》的PV。
- 在10月31日於Oricon公信榜单曲週榜取得第3名。

## 收錄內容

### CD（初回生產限定盤、通常盤）
1. 無法形容
（作詞、作曲：中島卓偉、編曲：AKIRA）
2. 因為愛人類才進化到今時今日 因為愛人類才徹底退化
（作詞：児玉雨子、作曲：炭竃智弘、編曲：炭竃智弘）
3. 忘記你的一切
（作詞、作曲：近藤薫、編曲：浜田ピエール裕介）
4. 無法形容（Instrumental）
5. 因為愛人類才進化到今時今日 因為愛人類才徹底退化（Instrumental）
6. 忘記你的一切（Instrumental）

### DVD（初回生產限定盤A）
1. 無法形容（Music Video）

### DVD（初回生產限定盤B）
1. 因為愛人類才進化到今時今日 因為愛人類才徹底退化（Music Video）

### DVD（初回生產限定盤C）
1. 忘記你的一切（Music Video）

## 外部連結
- ANGERME官方網站 （页面存档备份，存于）（日語）
- YouTube上的《無法形容》PV
- YouTube上的《因為愛人類才進化到今時今日 因為愛人類才徹底退化》PV
- YouTube上的《忘記你的一切》PV